# Episodi di Emma una strega da favola (quarta stagione)
La quarta e ultima stagione della serie televisiva Emma una strega da favola è andata in onda negli Stati Uniti d'America dal 6 luglio al 30 luglio 2015 su Nickelodeon. Il 27 luglio 2015 è andato in onda un episodio speciale intitolato Forever Charmed, che riassume i precedenti e dà alcune anticipazioni degli episodi successivi, non trasmesso in Italia.
In Italia è stata trasmessa su TeenNick divisa in due parti: la prima parte è andata in onda dal 4 al 15 aprile 2016, mentre la seconda è andata in onda dal 15 novembre all'8 dicembre 2016.
| nº | Titolo originale       | Titolo italiano          | Prima TV USA   | Prima TV Italia  |               |
| -- | ---------------------- | ------------------------ | -------------- | ---------------- | ------------- |
| 1  | A World Without You    | Un mondo senza te        | 6 luglio 2015  | 4 aprile 2016    |               |
| 2  | Road Trippin'          | Tutti in viaggio         | 7 luglio 2015  | 5 aprile 2016    |               |
| 3  | Ever in the Everglades | In gita nelle Everglades | 8 luglio 2015  | 6 aprile 2016    |               |
| 4  | Stuck in a Storm       | La tempesta              | 9 luglio 2015  | 7 aprile 2016    |               |
| 5  | A Tale of Two Lives    | Ritorno a Miami          | 10 luglio 2015 | 8 aprile 2016    |               |
| 6  | Twisted Sister         | Una sorella a sorpresa   | 13 luglio 2015 | 11 aprile 2016   |               |
| 7  | Lunch at Lola's        | Pranzo da Lola           | 14 luglio 2015 | 12 aprile 2016   |               |
| 8  | Monkey Face Emoji      | Essere una squadra       | 15 luglio 2015 | 13 aprile 2016   |               |
| 9  | The Final Countdown    | Il conto alla rovescia   | 17 luglio 2015 | 14 aprile 2016   |               |
| 10 | Diego's Wipedown       | Indietro nel tempo       | 20 luglio 2015 | 15 aprile 2016   |               |
| 11 | Diego's Wipedown       | Codice rosa!             | 20 luglio 2015 | 15 novembre 2016 |               |
| 12 | Van Pelt Reunion       | Riunione di famiglia     | 21 luglio 2015 | 16 novembre 2016 |               |
| 13 | Back to Square One     | Ritorno al passato       | 22 luglio 2015 | 17 novembre 2016 |               |
| 14 | Power in a Bottle      | Poteri in bottiglia      | 23 luglio 2015 | 18 novembre 2016 |               |
| 15 | What If?               | Cosa accadrebbe se ...?  | 24 luglio 2015 | 21 novembre 2016 |               |
| 16 | Forever Charmed        | non trasmesso            | 27 luglio 2015 | non trasmesso    | non trasmesso |
| 17 | Frenemies              | Nemiche per la pelle     | 27 luglio 2015 | 23 novembre 2016 |               |
| 18 | Stop Emma              | Fermiamo Emma            | 28 luglio 2015 | 24 novembre 2016 |               |
| 19 | Mommie Dearest         | Cara mammina             | 29 luglio 2015 | 22 novembre 2016 |               |
| 20 | A Girl's Sacrifice     | Sacrificio               | 30 luglio 2015 | 7 dicembre 2016  |               |
| 21 | A Girl's Sacrifice     | Solo una ragazza         | 30 luglio 2015 | 8 dicembre 2016  |               |

## Un mondo senza te
- Titolo originale: A World Without You
- Diretto da: Clayton Boen
- Scritto da: Catharina Ledeboer

### Trama
Nessuno, a parte Emma sembra ricordarsi dell'esistenza di Daniel, tanto da essere considerata pazza, dato che tutti i ricordi che ha di Daniel, tutti se li ricordano, ma con Jax al posto di Daniel, di cui nessuno si ricorda. Allora Emma inizia a cercarlo ovunque ma non trova traccia di lui nemmeno nei ricordi degli amici, ne a casa sua (che ora è occupata da una coppia anziana) e chiede a Lily se può aiutarla. Quest'ultima ha una ipotesi ma secondo lei poco probabile: un'interruzione spazio-tempo, è che Daniel forse è stato spedito in una vita parallela quando Emma ha scelto di stare con Jax.

## Tutti in viaggio
- Titolo originale: Road Trippin'
- Diretto da: Clayton Boen
- Scritto da: Catharina Ledeboer

### Trama
Lily teme che la scomparsa di Daniel sia colpa di un'interruzione spazio-tempo, già verificatosi anni prima, quando una prescelta fece accidentalmente scomparire il proprio marito, e spiega ad Emma che se entro 5 giorni Daniel non riuscira a ricordare la sua vera vita, scomparira dall'esistenza. Emma chiede a Maddie di chiamare l'investigatrice privata dei Van Pelt, e accetta solo su richiesta di Diego, e fornisce a Emma il numero dell'investigatrice magica. Quest'ultima dà ad Emma tre possibili realtà in base alle passioni di Daniel in cui potrebbe trovarsi il ragazzo ma nessuna pista si rivela quella giusta, con delusione di Emma. Però alla fine l'investigatrice trova una quarta realtà, sta volta veritiera. Daniel si trova a lavorare in un santuario per animali nelle Everglades. Emma e i suoi amici decidono di andare nelle Everglades, ma durante la strada il camper di Diego si guasta e lui, Maddie, Katie, Sophie, Lily e Gigi (che ha ricattato Diego per venire), rimangono bloccati.

## In gita nelle Everglades
- Titolo originale: Ever in the Everglades
- Diretto da: Clayton Boen
- Scritto da: Catharina Ledeboer

### Trama
Finalmente la ricerca di Daniel sta dando delle risposte. L'ultima pista si rivela quella giusta, Daniel lavora in uno zoo delle Everglades e non si ricorda di nessuno di loro. Daniel decide di far fare ai visitatori un giro delle Everglades, ma Gigi, Sophie e Katie si perdono nella foresta e finiscono intrappolate in una gabbia per animali.

## La tempesta
- Titolo originale: Stuck in a Storm
- Diretto da: Clayton Boen
- Scritto da: Catharina Ledeboer

### Trama
I ragazzi si organizzano per andare alla ricerca delle loro amiche disperse, prima che inizi la tempesta. Daniel si avvale dell'aiuto di una guida molto esperta, che si rivela essere Mia (che è stata colpita dall'interruzione), che è anche la sua fidanzata, riuscendo a liberare le loro amiche. E i ragazzi restono al santuario per la notte in attesa che la tempesta passi, ma Daniel e Gigi scoprono Jax che fa un incantesimo.

## Ritorno a Miami
- Titolo originale: A Tale of Two Lives
- Diretto da: Clayton Boen
- Scritto da: Catharina Ledeboer

### Trama
Daniel e Gigi assistono casualmente ad una magia di Jax. Nessuno deve saperlo e quindi Jax lancia un incantesimo a Daniel per legarlo, poi Emma racconta tutto a Daniel; nel frattempo Maddie lancia un incantesimo a Gigi per cancellarle la memoria e tornano a Miami con Daniel, per cercare di fargli ricordare la sua vita prima che sparisca.

## Una sorella a sorpresa
- Titolo originale: Twisted Sister
- Diretto da: Clayton Boen
- Scritto da: Catharina Ledeboer

### Trama
Emma ha riportato Daniel a casa. Cerca in ogni modo di fargli riacquistare la memoria, ma senza risultati. Al rientro, Gigi assiste a una magia di Maddie, che le lancia un incantesimo per cancellarle la memoria, ma colpisce anche Daniel, che così non si ricorda niente delle ultime ore trascorse chiedendosi dove si trovi. Appena tornato a casa, Jax incontra una bambina di nome Jessie, che dice di essere sua sorella, ma il ragazzo non è molto convinto.

## Pranzo da Lola
- Titolo originale: Lunch at Lola's
- Diretto da: Clayton Boen
- Scritto da: Catharina Ledeboer

### Trama
Un gioco a premi e un pranzo da Lola sono le ultime due trovate del gruppo. Daniel rivela a Talia, la cuoca del Lola che usa delle spezie magiche nel cibo dei clienti, di non ricordarsi niente e lei mette una spezia nel suo cibo per fargli tornare la memoria, ma Daniel si ricorda solo della sua vita prima di conoscere Emma, infatti pensa che Maddie sia ancora la sua ragazza, scatenando la gelosia di Diego.

## Essere una squadra
- Titolo originale: Monkey Face Emoji
- Diretto da: Clayton Boen
- Scritto da: Catharina Ledeboer

### Trama
Il tempo sta per scadere, così Emma usa un incantesimo per restituire a Andi e Diego i loro ricordi di Daniel, per poi ricreare la prima volta che lei e Daniel lsi sono conosciuti. Ma Jessie ruba il cellulare di Jax e scrive un messaggio a Emma dicendole di avere un'emergenza, allora Emma va a casa di Jax e conosce il padre del ragazzo, che le fa fare un giro della casa, con disappunto di Jax che una volta tornato a casa è innanzitutto sorpreso di trovare Emma in compagnia di suo padre e sua sorella e anche un po' indisposto dalla presenza della ragazza che potrebbe essere influenzata negativamente da suo padre, Jake Novoa.

## Il conto alla rovescia
- Titolo originale: The Final Countdown
- Diretto da: Clayton Boen
- Scritto da: Catharina Ledeboer

### Trama
Emma continua a impegnarsi in tutti i modi per far sì che Daniel riacquisti la memoria, e decide di far uscire temporaneamente, con una scusa, la famiglia che viveva nella casa di Daniel e trasformarla nella casa che era prima; Daniel allora, preso dall'emozione, e convinto che potesse scatenare qualche ricordo degli ultimi due anni passati con Emma le dà un bacio, ma Jax in pensiero per la sua ragazza, arrivato a casa di Daniel li vede e se ne va arrabbiato e triste. All'ultimo secondo, Daniel riacquista la memoria e tutto torna alla normalità, ma il ragazzo non ne è molto contento perché Billy il serpente che aveva nella vita parallela sparisce, è perché si ricorda anche che Emma ha scelto di stare con Jax.

## Indietro nel tempo
- Titolo originale: Diego's Wipedown
- Diretto da: Clayton Boen
- Scritto da: Catharina Ledeboer

### Trama
Daniel è arrabbiato con Emma, per aver scelto Jax, e gli rivela che era più felice nelle Everglades, Emma, infrangendo le regole del Regno Magico, torna indietro nel tempo per far vedere a Jax come sono andate realmente le cose tra lei e Daniel, e Jax la perdona. Intanto Daniel va a parlare con Mia che stranamente non ricorda niente della vita parallela, mentre Ursula sta organizzando i preparativi per l'annuale riunione di famiglia dei Van Pelt, ma non vuole che Maddie porti Diego all'evento, quest'ultimi hanno una discussione e si lasciano, alla fine la madre di Jax, Liana Woods, si presenta a casa di Emma.